# Cantón de Méry-sur-Seine
El cantón de Méry-sur-Seine era una división administrativa francesa, que estaba situada en el departamento de Aube y la región de Champaña-Ardenas.

## Composición
El cantón estaba formado por veinticinco comunas:
- Bessy
- Boulages
- Champfleury
- Chapelle-Vallon
- Charny-le-Bachot
- Châtres
- Chauchigny
- Droupt-Saint-Basle
- Droupt-Sainte-Marie
- Étrelles-sur-Aube
- Fontaine-les-Grès
- Les Grandes-Chapelles
- Longueville-sur-Aube
- Méry-sur-Seine
- Mesgrigny
- Plancy-l'Abbaye
- Prémierfait
- Rhèges
- Rilly-Sainte-Syre
- Saint-Mesmin
- Saint-Oulph
- Salon
- Savières
- Vallant-Saint-Georges
- Viâpres-le-Petit

## Supresión del cantón de Méry-sur-Seine
En aplicación del Decreto nº 2014-216 de 21 de febrero de 2014, el cantón de Méry-sur-Seine fue suprimido el 22 de marzo de 2015 y sus 25 comunas pasaron a formar parte del nuevo cantón de Creney-près-Troyes.